# 床丸迷人
床丸 迷人（とこまる まよと、1969年 - ）は、日本の児童文学作家。代表作に『こわいもの係』シリーズがある。本名は『こわいもの係』シリーズのあとがきで「床丸迷人（とこまる まよと）」を後ろから読んだものであると明かしている。
→○○○○ ○○○

## 来歴
宮崎県出身。幼少時は推理小説を好んで読んでいたが、文学に進む志望はなく、小学2年生の頃はコックになるのが憧れだったという。
会社員生活中に、当時小学校5年生だった娘に読書に親しんでもらうために小説を書き始め、娘に感想を聞いたりしながら1年半を費やして完成させる。それがデビュー作となった『四年霊組こわいもの係』で、2013年に角川つばさ文庫小説賞一般部門大賞を受賞した。受賞を機に退職して専業作家となる。『こわいもの係』はシリーズ化され、2017年時点で累計60万部を超えるヒット作となった。

## 著作
- 『こわいもの係』シリーズ 絵・浜弓場双　角川つばさ文庫
  - 『四年霊組こわいもの係』
  - 『五年霊組こわいもの係(1) 友花、死神とクラスメートになる。』
  - 『五年霊組こわいもの係(2) 友花、悪魔とにらみあう。』
  - 『五年霊組こわいもの係(3) 春、霊組メンバーと対決する。』
  - 『五年霊組こわいもの係(4) 春、鏡を失う。』
  - 『五年霊組こわいもの係(5) 春、鏡の国に行く。』
  - 『五年霊組こわいもの係(6) 佳乃、ダッシュで逃げる。』
  - 『五年霊組こわいもの係(7) 佳乃、化け猫にたちむかう。』
  - 『五年霊組こわいもの係(8) 佳乃、もう一人の自分に遭遇する。』
  - 『五年霊組こわいもの係(9) 六人のこわいもの係、霊組に集まる。』
  - 『五年霊組こわいもの係(10) 六人のこわいもの係、黒い穴にいどむ。』
  - 『五年霊組こわいもの係(11) 六人のこわいもの係、だいだらぼっちと約束する。』
  - 『五年霊組こわいもの係(12) 佳乃、破滅の予言にとまどう。』
  - 『五年霊組こわいもの係(13) 四十六の想い、天を翔ける。』

- 『キミト宙へ』シリーズ 絵・へちま　角川つばさ文庫
  - 『キミト宙ヘ(1) 食いしんぼ王女のボディーガード』
  - 『キミト宙ヘ(2) やけ食いからのグーパンチ!』
  - 『キミト宙ヘ(3) 六番目のさかさま乗組員』
  - 『キミト宙ヘ(4) ナナとロロの三本クッキング』
  - 『キミト宙ヘ(5) 銀河一少女の事件簿』
  - 『キミト宙ヘ(6) 地球の不思議な教室』
  - 『キミト宙ヘ(7) 13歳のプロポーズ』

- 『しゅご☆れい探偵』シリーズ 絵・雨宮もえ　角川つばさ文庫
  - 『しゅご☆れい探偵(1) ふたりで、ふしぎな事件を解決します！』
  - 『しゅご☆れい探偵(2) ふたりの、ヒミツが明かされる!?』